# دون ماكس
دون ماكس (بالإنجليزية: Don Max)‏ هو لاعب اتحاد الرغبي نيوزلندي، ولد في 7 مارس 1906 في نيلسون في نيوزيلندا، وتوفي في 4 مارس 1972 في Brightwater ‏ في نيوزيلندا.